# Johann Georg Reiche
Johann Georg Reiche (* 7. April 1794 in Leese bei Nienburg/Weser; † 9. August 1863 in Göttingen) war ein deutscher evangelischer Theologe, Hochschullehrer und Konsistorialrat in Göttingen.

## Leben

### Werdegang
Reiche war der Sohn eines Predigers. Er besuchte die Schule in Nienburg, wohin sein Vater versetzt worden war, und ab 1809 in Bremen. Von 1812 bis 1816 studierte in Göttingen. 1815 erhielt eine Abhandlung Reiches bei einer Preisfrage der theologischen Fakultät Göttingen eine rühmliche Erwähnung, die Abhandlung selbst konnte nicht für den Preis berücksichtigt werden, da durch einen "widrigen Zufall" ein Teil derselben verloren gegangen war, sie wurde jedoch 1816 veröffentlicht.
Nach dem Studium war Reiche zunächst Hauslehrer in Lüne und 1817 Lehrer am Gymnasium in Celle, kehrte jedoch 1818 nach Göttingen zurück und wurde Repetent der theologischen Fakultät. 1821 wurde er zum Dr. phil. promoviert. Nach einer Reise als Hofmeister eines jungen Mannes aus Bremen durch Frankreich, Italien und Schweiz in den Jahren 1822 und 1823 trat er 1824 als Privatdozent auf. 1827 wurde er in Göttingen zum außerordentlichen und 1835 zum ordentlichen Professor der Theologie berufen. 1835 wurde er von der theologischen Fakultät zu Kiel zum Doktor ernannt. In der Philosophie orientierte er sich an Friedrich Heinrich Jacobi und Friedrich Ludewig Bouterweck, in der Exegese verfolgte er eine grammatisch-historische Linie und brachte in diesem Sinne Erläuterungen zu den Paulinischen Briefen heraus.
Als Abgeordneter der Universität Göttingen trat er 1839 in die Hannoversche Ständeversammlung, resignierte aber wegen des Verfassungskonflikts. Als 1840 die Universität zu einer neuen Wahl aufgefordert und Karl von Bothmer die Annahme der Wahl verweigerte, wurde Reiche gewählt, verweigerte jedoch ebenfalls die Annahme der Wahl. Dennoch wurde er nach Hannover befohlen und nahm dann an den Verhandlungen der Kammer teil.
Von 1854 bis 1863 war er Kurator des Waisenhauses der theologischen Fakultät.

### Familie
Johann Georg Reiche war der Vater von
- Auguste (1834–1880), die 1859 den Chemiker Karl Kraut heiratete;[9]
- Luise (1837–1922), die mit dem Obermedizinalrat Wilhelm Hallwachs (1834–1881) den Komponisten, Musiker, Kapellmeister und Dirigenten Karl Hallwachs (1870–1959) zeugte.[3]

## Schriften (Auswahl)
- De baptismatis origine et necessitate nec non de formvla baptismali. Vandenhoeck & Ruprecht, Göttingen 1816.
- Versuch einer ausführlichen Erklärung des Briefes Pauli an die Römer. 2 Bände. Vandenhoeck und Ruprecht, Göttingen 1833–1834.